# Stanley Hall (Shropshire)
Stanley Hall, perto de Astley Abbotts em Shropshire, Inglaterra, é um edifício listado como Grau II que ganhou o estatuto de protecção em 1970. Provavelmente data do início do século XVII. Por algum tempo, foi a residência da família dos baronetes de Tyrwhitt.